# Minas de Matahambre
Minas de Matahambre è un comune di Cuba, situato nella provincia di Pinar del Río.